# انتروکوک منزوی
انتروکوک منزوی (نام علمی: Enterococcus solitarius) نام یک گونه از سرده انتروکوک است.